# Miki Andō
Pour les articles homonymes, voir Ando.
Miki Andō (安藤 美姫, Andō Miki), née le 18 décembre 1987 à Nagoya, est une patineuse artistique japonaise. Elle a été championne du monde en 2007 dans son pays à Tokyo et en 2011 à Moscou.
Elle est également championne des Quatre continents (2011), championne du monde junior (2004) et triple championne du Japon (2004-2005-2011). Miki Andō est la première femme à avoir accompli un quadruple Salchow en compétition ; un exploit qui n'a pas été répété depuis.

## Biographie

### Carrière sportive

#### Niveaux novice et junior
Miki Andō naît le 18 décembre 1987 à Nagoya, au Japon. Elle commencé le patinage artistique en 1996, à l'âge de 8 ans. Lors de la saison 1999/2000, Miki remporte les championnats du Japon de niveau novice. Cette victoire lui permet de se qualifier pour ses mêmes championnats de niveau junior, où elle termine 7e. La saison suivante, elle gagne encore une fois le championnat du Japon de niveau novice et termine troisième au niveau junior.
Lors de la Finale du Grand Prix ISU 2002/2003, elle devient la première patineuse à réussir un quadruple saut. Elle est toujours la seule à avoir accompli cet exploit. Andō remporte deux fois la Finale du Grand Prix junior et est championne du monde junior en 2004.

#### Saison 2005-2006
En 2005/2006, Miki Andō connait une mauvaise saison. Elle chute deux fois lors du Trophée NHK et trois fois lors de la Finale du Grand Prix. Lors des championnats du Japon qu'elle avait gagné l'année précédente, elle termine en 6e position. Malgré tout, elle va aux Jeux Olympiques de Turin. Elle y obtient son score le plus bas, terminant à la 15e place, après avoir chuté deux fois durant son programme libre alors que Shizuka Arakawa enlève la première médaille d'or du Japon dans l'histoire de cette compétition. Miki ne participe pas aux championnats du monde 2006, le mois suivant. Peu de temps après, elle prend la décision de déménager des États-Unis pour revenir au Japon. Elle change d'entraîneur à cette même période.

#### Saison 2006-2007
Miki Andō fait un retour en force lors de la saison 2006/2007. Elle remporte l'or au Skate America et l'argent au Trophée de France, se qualifiant ainsi pour la Finale du Grand Prix. Toutefois, lors de cette compétition, elle ne termine que 5e. Il fut révélé plus tard que l'équipe japonaise était handicapée par un virus. Lors des championnats du Japon, Miki Andō termine deuxième derrière Mao Asada et obtient une place pour les championnats du monde 2007 qui ont lieu à Tokyo. Elle s'y classe deuxième dans les deux segments de la compétition et obtient un score total de 195.09 points. Elle devient ainsi championne du monde devançant de moins d'un point Mao Asada. Miki Andō y établit également ses meilleures scores personnels. Elle est nommée Japonaise de l'année 2007 par le magazine Vogue.

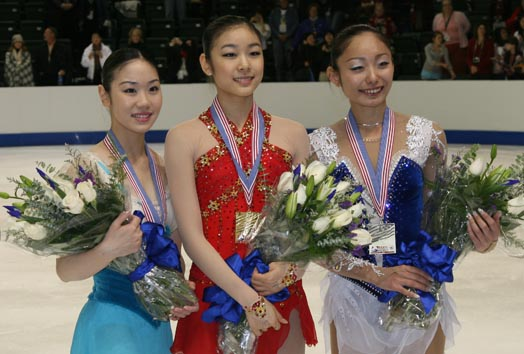
Gauche à droite: Yukari Nakano, Kim Yuna et Ando Miki à Skate America 2008.

#### Saison 2007-2008
Lors des championnats du monde 2008, Miki Andō doit abandonner la compétition, en raison de blessures à l'épaule et aux jambes. 8e après le programme court, elle déclare forfait après quelques secondes de son programme libre.

#### Saison 2008-2009
Durant la saison 2008/2009, Miki Andō termine 3e de Skate America, derrière Kim Yuna et Yukari Nakano. Elle prend la 2e place lors de la Coupe de Chine, toujours derrière Kim Yuna. Miki Andō se qualifie pour la Finale du Grand Prix ISU. Lors de celle-ci elle tente, pour la première fois depuis les Jeux olympiques de 2006, un quadruple Salchow dans son programme libre. Mais cet essai de quadruple saut est considéré comme un triple saut par les juges. Plusieurs de ses triples sauts sont aussi rétrogradés en doubles et Miki Andō termine en 6e et dernière position de la Finale du Grand Prix. Malgré tout, elle déclare être plus que satisfaite de ses performances lors de la Finale et dit qu'elle tentera encore de réaliser le quadruple Salchow durant la suite de la saison. Lors des championnats du Japon, elle est 3e derrière Mao Asada et Fumie Suguri. Elle participe aux championnats du monde à Los Angeles, où elle monte à nouveau sur le podium, prenant cette fois la médaille de bronze derrière Kim Yuna et Joannie Rochette.

#### Saison 2009-2010
Elle fait un bon début de saison en gagnant en 2009 le Trophée NHK, la Coupe de Russie et en terminant 2e de la finale du Grand Prix ISU. Aux Jeux olympiques de Vancouver, elle termine 5e d'une compétition très relevée où toutes les patineuses du dernier groupe réussissent leur programme libre sans chuter,. Lors des championnats du monde se déroulant à Turin, elle rate son programme court, prenant seulement la 11e place. Un bon programme libre lui permet ensuite de remonter en 4e position.

#### Saison 2010-2011
Les championnats du monde de patinage artistique 2011 doivent avoir lieu en mars à Tokyo. Ils se déroulent finalement à Moscou en raison du tsunami et de l'accident nucléaire de Fukushima qui se sont produits au Japon. Miki Ando termine en tête de ces championnats à l'issue du programme court puis confirme dans le libre, patiné sur le concerto pour piano de Grieg. Elle gagne, devant la championne olympique sud-coréenne Kim Yuna, son deuxième titre de championne du monde et dédie celui-ci à son pays, encore durement éprouvé par la catastrophe de mars 2011.

### Technique de sauts
Miki Andō a réussi son premier triple saut, un triple Salchow, à l'âge de 11 ans. Elle est la première patineuse à avoir réussi un quadruple saut en compétition. Il s'agissait d'un quadruple Salchow, réalisé en 2003.

### Changements d'entraîneurs
Miki Andō est d'abord entraînée formée au Japon par Yuko Monna puis par Nobuo Satō, père de la championne du monde Yuka Satō. Elle rejoint ensuite aux États-Unis Carol Heiss championne olympique en 1960. Elle prend finalement comme entraîneur, en 2006, le russe Nikolai Morozov.

## Palmarès
| Compétition                         | 2002    | 2003    | 2004    | 2005    | 2006    | 2007    | 2008    | 2009    | 2010    | 2011    | 2012    | 2013    | 2014    |  |
| Jeux olympiques d'hiver             |         |         |         |         | 15e     |         |         |         | 5e      |         |         |         |         |  |
| Championnats du monde               |         |         | 4e      | 6e      |         | 1re     | A       | 3e      | 4e      | 1re     |         |         |         |  |
| Quatre continents                   |         |         | F       | F       |         | F       | 3e      | F       | F       | 1re     |         |         |         |  |
| Championnats du Japon               | 3e      | 5e      | 1re     | 1re     | 6e      | 2e      | 2e      | 3e      | 4e      | 1re     | F       | F       | 7e      |  |
| Championnats du monde juniors       | 3e      | 2e      | 1re     |         |         |         |         |         |         |         |         |         |         |  |
|                                     |         |         |         |         |         |         |         |         |         |         |         |         |         |  |
| Grand Prix ISU                      | 2001/02 | 2002/03 | 2003/04 | 2004/05 | 2005/06 | 2006/07 | 2007/08 | 2008/09 | 2009/10 | 2010/11 | 2011/12 | 2012/13 | 2013/14 |  |
| Finale du Grand Prix                |         |         |         | 4e      | 4e      | 5e      |         | 6e      | 2e      | 5e      |         |         |         |  |
| Skate America                       |         |         |         | 3e      |         | 1re     | 2e      | 3e      |         |         |         |         |         |  |
| Coupe de Chine                      |         |         |         | 4e      |         |         |         | 2e      |         | 1re     |         |         |         |  |
| Trophée de France                   |         |         |         |         |         | 2e      |         |         |         |         |         |         |         |  |
| Coupe de Russie                     |         |         |         |         | 2e      |         |         |         | 1re     | 1re     |         |         |         |  |
| Trophée NHK                         |         |         |         | 2e      | 4e      |         | 4e      |         | 1re     |         |         |         |         |  |
| Légende : F = Forfait ; A = Abandon |         |         |         |         |         |         |         |         |         |         |         |         |         |  |

## Sources
- (en) Cet article est partiellement ou en totalité issu de l’article de Wikipédia en anglais intitulé « Miki Ando » (voir la liste des auteurs).